# Candy e il suo pazzo mondo
Candy e il suo pazzo mondo (Candy) è un film del 1968, diretto da Christian Marquand, basato sul romanzo Candy del 1968 di Terry Southern e Mason Hoffenberg e sceneggiato da Buck Henry. Il film, in cui appaiono attori e personaggi famosi e che vede come protagonista una ingenuamente sensuale Candy interpretata da Ewa Aulin, è una rappresentazione della cultura hippy e psichedelica della fine degli anni sessanta.

## Trama
La liceale Candy, candida e ingenua, deve affrontare una serie di situazioni in cui l'obiettivo delle persone che incontra è quello di fare sesso con lei. Il tutto si svolge come in una favola naif, leggera e ironica, dove poco si vede ma molto si immagina. A scuola, dove suo padre che è anche il suo insegnante, Candy partecipa ad un recital di poesie, qui l'eccentrico poeta MacPhisto le offre un passaggio a casa nella sua limousine.
Una volta a destinazione, MacPhisto, ubriaco, cerca di averla, gettandola invece tra le braccia del suo giardiniere messicano Emanuel. Trasferita dal padre scandalizzato in una scuola privata, incontrerà un sacco di gente strana: il generale R. A. Smight, il chirurgo dottor A. B. Krankheit, il regista Jonathan J. John, un ladro, il falso guru Grindl. Nel finale tutti i personaggi si ritrovano su di un prato, mentre Candy sparisce all'orizzonte.

## Produzione
Nel 1964 la produzione annunciò Frank Perry come regista; il film venne poi diretto da Marquand, ultimo suo film diretto.
Le riprese avvennero nel dicembre 1967 a Fort Wadsworth (Staten Island, New York) e presso i Dear Studios di Roma.
Pia Degermark fu la prima scelta per il ruolo della protagonista; secondo alcune fonti, altre candidate erano Connie Kreski, Sydne Rome e Pamela Des Barres. La parte fu offerta inoltre anche alle attrici Twiggy e Joey Heatherton ed alla playmate DeDe Lind, tutte però rifiutarono.
Marlon Brando partecipò al film per fare un favore al regista, suo amico da molto tempo; in seguito l'attore definì la pellicola la peggiore della sua carriera.

## Distribuzione
Il film ebbe la prima italiana a Roma il 4 febbraio 1970; venne distribuito nelle sale italiane il giorno dopo.

## Riconoscimenti
- 1969 - Golden Globe
  - Nomination Miglior attrice debuttante a Ewa Aulin

## Critica
Il film non ha avuto un buon successo, con un basso incasso (circa 16 480 000 dollari) e, nonostante un buon voto su Rotten Tomatoes, ha avuto generalmente critiche negative. Il critico Paolo Mereghetti ha detto:
(Mereghetti 2010)